# Ezopovy bajky

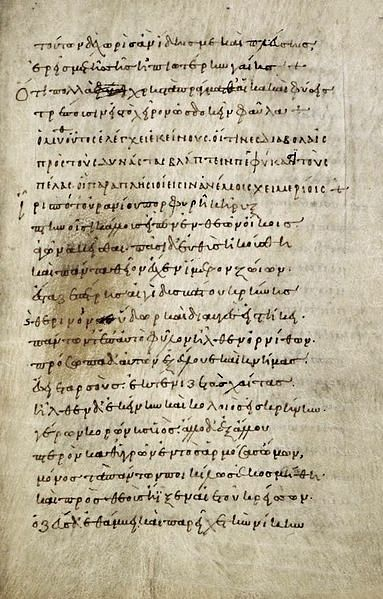
Řecký rukopis Babriovy sbírky

Ezopovy bajky neboli Ezopica je sbírka bajek připisovaných Ezopovi, otrokovi a vypravěči, který žil ve starověkém Řecku mezi lety 620 až 564 př. n. l. Příběhy spojené s jeho jménem jsou různého původu. Prostřednictvím řady zdrojů se přenesly do moderní doby a stále jsou reinterpretovány. Bajky byly součástí ústní tradice a byly sepsány až asi tři století po Ezopově smrti. Nejasná hranice souboru bajek vede k tomu, že do Ezopova korpusu jsou stále přidávány nové příběhy, i když se jedná o prokazatelně novější díla. Ezopovy bajky patřily k prvním tištěným knihám všude po Evropě. Ezopovy bajky byly původně určeny dospělým a týkaly se náboženských, sociálních a politických témat. Používaly se také jako etické a rétorické příručky. Od renesance byly využívány zejména ke vzdělávání dětí.

## Charakter a diskuse
Protože morální poselství různých Ezopových bajek si navzájem odporuje, zastává většina odborníků názor, že Ezop nebyl původcem všech bajek, které jsou mu připisovány. Spíše to bylo tak, že každá řecká bajka, jejíž původ nebyl jistě znám, byla připisována Ezopovi. V minulosti se různí teoretici pokoušeli určit znaky "pravé" Ezopovy bajky. Taková byla dle nich krátká, neafektovaná, s fiktivními postavami (především zvířecími), užitečná pro život a věrná přírodě. Obvykle začíná kontextovým úvodem, po němž následuje příběh a morální poučení na konci. Zasazení do kontextu bylo často nezbytné pro interpretaci příběhu, jako v případě politického významu bajek Žáby, které toužily po králi nebo Žáby a slunce.
Některé obraty z Ezopových bajek se staly doslova příslovečnými, jako například "snášení zlatého vejce" (bajka Husa, která snesla zlaté vejce). Předmětem teoretických diskusí je spjatost se žánrem přísloví. Někteří badatelé se dokonce domnívají, že bajky vznikly jako rozvedení přísloví, jiní naopak přísloví vnímají jako zkráceniny bajek. Velkým tématem je také vztah k žánrům vtipu na straně jedné či mýtu (zejména etiologickému) na straně druhé. Například Ezopova bajka Stařena a doktor je v podstatě klasickým vtipem. Bajky Mravenec a kobylka nebo Zeus a želva naopak připomínají etiologický mýtus ("proč mají želvy krunýř" apod.). Předmětem odborných diskusí je rovněž podobnost Ezopových bajek s některými indickými texty (zejm. Džátaky a Pančatantra). Někteří badatelé trvají na jednosměrném ovlivňování (z Řecka do Indie), jiní uznávají možnost vzájemného ovlivňování. Pozoruhodným jevem je rovněž výskyt velmi podobných textů v židovských pramenech, jako je Talmud a midrašová literatura. Většina autorů sází spíše na načerpání z Indie než z Řecka.

## Dějiny

Italské vydání z roku 1485

Platón v dialogu Faidón napsal, že Sókratés si krátil čas ve vězení tím, že některé Ezopovy bajky zveršovával. Nejstarší zmiňovaná sbírka je dílem Démétria z Faleru, athénského řečníka a státníka ze 4. století př. n. l., který bajky sestavil do souboru deseti knih pro potřeby řečníků (učitelé filozofie a rétoriky často užívali Ezopovy bajky jako cvičení pro své žáky - nejenže měli diskutovat o poselství a tříbit si styl, ale byli rovněž vyzýváni tvořit nové verze klasických bajek). Ačkoli bylo Démétriovo dílo v následujících dvanácti stoletích často zmiňováno a označováno za oficiálního a jediného "pravého Ezopa", nedochovala se žádná kopie tohoto díla. Pozdější sbírky tak vesměs čerpají z prvního řeckého dochovaného souboru Ezopových bajek, který vytvořil Babrios v prvním nebo druhém století.
První rozsáhlý překlad Ezopa do latinských jambických trimetrů provedl římský autor Faedrus v 1. století, ačkoli nejméně jednu bajku přeložil již básník Quintus Ennius o dvě století dříve. Další latinské překlady pocházejí od Ausonia (4. století) a Aviana (5. století). Největší a nejvlivnější z prozaických latinských verzí nese jméno jinak neznámého autora jménem Romulus. Obsahuje 83 bajek a pochází z 10. století. Vychází z Faedra. Sbírka se stala zdrojem, z něhož byly v druhé polovině středověku zcela nebo částečně načerpány téměř všechny sbírky latinských bajek v próze i verších. Verze prvních tří knih Romula v elegických verších, vytvořená pravděpodobně ve 12. století, byla jedním z nejvlivnějších textů ve středověké Evropě. Tento "elegický Romulus" bývá připisován Gualteru Anglicovi a byl to běžný latinský učební text populární až do renesance. Další elegickou verzi vytvořil Alexander Neckam v roce 1157. Další verze vytvořili Adémar de Chabannes či Odo z Cheritonu (asi 1200), který dal bajkám silně křesťanský nádech a integroval mnoho zjevně neezopského a neřeckého materiálu.
Brzy se objevují překlady i v národních jazycích. Velmi raná je syrská verze, odborníci se ovšem neshodují, zda pochází již z 9. století nebo až z 11. století. Nečekaně starý je také ujgurský překlad, snad z 10. století. Z 12. století pochází překlad do starofrancouzštiny, z dílny Marie de France. Ze 13. století pochází hebrejský překlad Berechiaha ha-Nakdana, ze 14. století německý Gerharda von Mindena, z 15. století anglický Johna Lydgata. Německý humanista Heinrich Steinhőwel se roku 1476 pokusil o první kompilaci Ezopových bajek z různých zdrojů. První české vydání Ezopových bajek z roku 1488 je právě překladem Steinhőwelovy sbírky. Platí to i pro první španělský překlad (1489).
Některé pozdější výběry a překlady Ezopa byly tak osobité a doplňované z jiných zdrojů, že tato díla jsou vnímána již jako plně autorská. To se týká především Francouze Jean de la Fontaina a Rusa Ivana Krylova.